# 대한민국의 학술지 목록
본 문서는 대한민국의 학술지 목록이다. (분야별, 오름차순)

## 인문
- 19세기영어권문학 (19세기영어권문학회)
- 가톨릭철학 (한국가톨릭철학회)
- 개혁논총 (개혁신학회)
- 개혁신학 (한국개혁신학회)
- 고문서연구 (한국고문서학회)
- 고문화 (한국대학박물관협회/한국박물관협회)
- 고소설연구 (한국고소설학회)
- 고시가연구 (한국고시가문학회)
- 고전르네상스 영문학 (한국고전르네상스영문학회)
- 고전문학과 교육 (한국고전문학교육학회)
- 고전문학연구 (한국고전문학회)
- 과학 철학 (한국과학철학회)
- 괴테연구 (한국괴테학회)
- 구결연구 (구결학회)
- 구비문학연구 (한국구비문학회)
- 국문학연구 (국문학회 )
- 국어교육 (한국어교육학회)
- 국어국문학 (국어국문학회)
- 국어학 (국어학회)
- 국제어문 (국제어문학회)
- 국제중국학연구 (한국중국학회)
- 군사 (국방부 군사편찬연구소)
- 근대영미소설 (한국근대영미소설학회)
- 기독교교육정보 (한국기독교교육정보학회)
- 기독교사회윤리 (한국기독교사회윤리학회)
- 기호학연구 (한국기호학회)
- 남명학연구 (경상대학교 남명학연구소)
- 노어노문학 (한국노어노문학회)
- 논리연구 (한국논리학회)
- 니체연구 (한국니체학회)
- 단군학연구 (단군학회)
- 담화와 인지 (담화.인지언어학회)
- 대구사학 (대구사학회)
- 대동문화연구 (성균관대학교 대동문화연구원)
- 대동철학 (대동철학회)
- 대동한문학(大東漢文學) (대동한문학회(구.교남한문학회))
- 도교문화연구 (한국도교문화학회)
- 독어교육 (한국독어독문학교육학회)
- 독어학 (한국독어학회)
- 독일문학 (한국독어독문학회)
- 독일어문학 (한국독일어문학회)
- 독일언어문학 (한국독일언어문학회)
- 독일연구 - 역사·사회·문화 (한국독일사학회 )
- 동방학지 (연세대학교 국학연구원)
- 동방한문학 (동방한문학회)
- 동서비교문학저널 (한국동서비교문학학회)
- 동서철학연구 (한국동서철학회)
- 동아시아고대학 (동아시아고대학회)
- 동양고전연구 (동양고전학회 )
- 동양사학연구 (동양사학회)
- 동양철학 (한국동양철학회)
- 동양철학연구 (동양철학연구회)
- 동양학 (단국대학교 동양학연구소)
- 동양한문학연구 (동양한문학회 )
- 동화와 번역 (건국대학교(충주캠퍼스) 동화와번역연구소)
- 러시아어문학연구논집 (한국러시아문학회)
- 러시아연구 (서울대학교 러시아연구소)
- 말소리와 음성과학 (한국음성학회)
- 명청사연구 (명청사학회)
- 몽골학 (한국몽골학회)
- 문학과영상 (문학과영상학회)
- 문학과종교 (한국문학과종교학회)
- 문학교육학 (한국문학교육학회)
- 미국사연구 (한국미국사학회)
- 미국소설 (미국소설학회)
- 미국학논집(Journal of American Studies) (한국아메리카학회)
- 미학 (한국미학회)
- 민속학연구 (국립민속박물관)
- 민족문학사연구 (민족문학사학회)
- 민족문화연구 (고려대학교 민족문화연구원)
- 밀턴과 근세영문학 (한국밀턴과근세영문학회)
- 반교어문연구 (반교어문학회 )
- 배달말 (배달말학회)
- 백산학보 (백산학회)
- 백제연구  (충남대학교 백제연구소)
- 번역학연구 (한국번역학회)
- 범한철학 (범한철학회)
- 보조사상 (보조사상연구원)
- 불교학연구 (불교학연구회)
- 불어불문학연구 (한국불어불문학회)
- 뷔히너와현대문학 (한국뷔히너학회)
- 브레히트와 현대연극 (한국브레히트학회)
- 비교문학 (한국비교문학회)
- 비교민속학 (비교민속학회)
- 비평과이론 (한국비평이론학회)
- 비평문학 (한국비평문학회)
- 사림 (수선사학회)
- 사학연구 (한국사학회)
- 사회언어학 (한국사회언어학회)
- 사회와 철학 (한국사회와철학연구회)
- 상허학보 (상허학회)
- 새국어교육 (한국국어교육학회)
- 새한영어영문학 (새한영어영문학회)
- 생성문법연구 (한국생성문법학회)
- 서양고대사연구 (한국서양고대역사문화학회 )
- 서양고전학연구 (한국서양고전학회)
- 서양사론 (한국서양사학회)
- 서양중세사연구 (한국서양중세사학회)
- 서울학연구 (서울시립대학교 서울학연구소)
- 서지학연구 (서지학회)
- 선교신학 (한국선교신학회 )
- 선교와 신학(Mission and Theology) (세계선교연구원(장로회신학대학교 부설))
- 선사와 고대 (한국고대학회 )
- 성경과 신학 (한국복음주의신학회)
- 세계문학비교연구 (세계문학비교학회 )
- 스페인어문학 (한국스페인어문학회)
- 슬라브어연구 (한국슬라브어학회)
- 슬라브학보 (한국슬라브학회)
- 시대와 철학 (한국철학사상연구회)
- 시조학논총 (한국시조학회)
- 신라문화 (동국대학교 신라문화연구소)
- 신약논단 (한국신약학회 )
- 신영어영문학 (신영어영문학회)
- 신학사상 (한국신학연구소)
- 아랍어와 아랍문학 (한국아랍어아랍문학회)
- 안과밖:영미문학연구 (영미문학연구회)
- 알타이학보 (한국알타이학회)
- 양명학 (한국양명학회)
- 어문논집 (민족어문학회)
- 어문론총 (한국문학언어학회)
- 어문연구 (어문연구학회)
- 어문연구 (한국어문교육연구회)
- 어문학 (한국어문학회)
- 어학연구 (서울대학교 언어교육원)
- 언어 (한국언어학회)
- 언어과학 (한국언어과학회)
- 언어과학연구 (언어과학회)
- 언어연구 (한국현대언어학회)
- 언어와 언어학 (한국외국어대학교 언어연구소)
- 언어와 정보 (한국언어정보학회)
- 언어학 (대한언어학회)
- 언어학 (한국언어학회)
- 여성문학연구 (한국여성문학학회)
- 역사교육 (역사교육연구회)
- 역사문화연구 (한국외국어대학교 역사문화연구소)
- 역사민속학 (한국역사민속학회)
- 역사비평 (역사문제연구소)
- 역사와 담론 (호서사학회)
- 역사와 현실 (한국역사연구회)
- 역사와경계 (부산경남사학회)
- 역사학보 (역사학회)
- 역사학연구 (호남사학회)
- 영국연구 (영국사학회)
- 영남고고학 (영남고고학회)
- 영미문학교육 (한국영미문학교육학회)
- 영미문학연구(Journal of English Studies in Korea) (영미문학연구회)
- 영미문학페미니즘 (한국영미문학페미니즘학회)
- 영미문화 (한국영미문화학회 )
- 영미어문학 (한국영미어문학회)
- 영상영어교육(STEM Journal) (영상영어교육학회 )
- 영어 영문학 연구 (한국중앙영어영문학회)
- 영어교육 (한국영어교육학회)
- 영어어문교육 (한국영어어문교육학회)
- 영어영문학 (한국영어영문학회)
- 영어영문학연구 (대한영어영문학회)
- 영어학 (한국영어학회)
- 영어학연구 (한국영어학학회)
- 온지논총 (온지학회 )
- 외국문학연구 (한국외국어대학교 외국문학연구소)
- 외국어로서의 독일어(Deutsch als Fremdsprache in Korea) (한국독일어교육학회)
- 우리말글 (우리말글학회)
- 우리말연구 (우리말학회)
- 우리문학연구 (우리문학회)
- 우리어문연구 (우리어문학회)
- 유교사상연구 (한국유교학회)
- 윤리연구 (한국윤리학회)
- 음성·음운·형태론연구 (한국음운론학회)
- 응용언어학 (한국응용언어학회)
- 의사학 (대한의사학회)
- 이베로아메리카 연구 (서울대학교 라틴아메리카연구소)
- 이중언어학 (이중언어학회)
- 인간연구 (가톨릭대학교 인간학연구소)
- 인도철학 (인도철학회)
- 인문과학 (연세대학교 인문학연구원)
- 인문논총 (서울대학교 인문학연구원)
- 인문언어 (국제언어인문학회 )
- 일본문화연구 (동아시아일본학회)
- 일본문화학보 (한국일본문화학회)
- 일본사상(日本思想) (한국일본사상사학회 )
- 일본어문학 (일본어문학회)
- 일본어문학 (한국일본어문학회)
- 일본어학연구 (한국일본어학회)
- 일본역사연구 (일본사학회 )
- 일본학보 (한국일본학회)
- 日本學硏究 (단국대학교 일본연구소)
- 일어교육 (한국일본어교육학회)
- 일어일문학 (대한일어일문학회)
- 일어일문학연구 (한국일어일문학회)
- 정신문화연구 (한국학중앙연구원)
- 제임스조이스저널 (한국제임스조이스학회)
- 조선시대사학보 (조선시대사학회)
- 조직신학연구 (한국복음주의조직신학회)
- 종교연구 (한국종교학회)
- 중국고중세사연구 (중국고중세사학회 )
- 중국근현대사연구 (중국근현대사학회)
- 중국문학 (한국중국어문학회)
- 중국문학연구 (한국중문학회)
- 중국사연구 (중국사학회)
- 중국소설논총 (한국중국소설학회)
- 중국어문논역총간 (중국어문논역학회)
- 중국어문논총 (중국어문연구회)
- 중국어문학 (영남중국어문학회)
- 중국어문학논집 (중국어문학연구회)
- 중국어문학지 (중국어문학회)
- 중국언어연구 (한국중국언어학회)
- 중국연구 (한국외국어대학교 외국학종합연구센터 중국연구소)
- 중국인문과학 (중국인문학회)
- 중국학보 (한국중국학회)
- 중국학연구 (중국학연구회)
- 중국현대문학 (한국중국현대문학학회)
- 중남미연구 (한국외국어대학교(용인캠퍼스) 중남미연구소)
- 중세르네상스영문학 (한국중세르네상스영문학회)
- 중세철학 (한국중세철학회)
- 중앙아시아연구 (중앙아시아학회)
- 중어중문학 (한국중어중문학회)
- 지방사와지방문화 (역사문화학회)
- 진단학보 (진단학회)
- 철학 (한국철학회)
- 철학과 현상학연구 (한국현상학회)
- 철학논총 (새한철학회)
- 철학사상 (서울대학교 철학사상연구소)
- 철학연구 (고려대학교 철학연구소)
- 철학연구 (대한철학회)
- 철학연구 (철학연구회)
- 철학적 분석 (한국분석철학회)
- 철학탐구  (중앙대학교 중앙철학연구소)
- 청람어문교육 (청람어문교육학회)
- 카프카연구 (한국카프카학회)
- 칸트연구 (한국칸트학회)
- 텍스트언어학 (한국텍스트언어학회)
- 통역과 번역 (한국통역번역학회)
- 퇴계학과 한국문화 (경북대학교 퇴계연구소)
- 퇴계학보 (퇴계학연구원)
- 판소리연구 (판소리학회)
- 프랑스문화예술연구 (프랑스문화예술학회)
- 프랑스사연구 (한국프랑스사학회)
- 프랑스어문교육 (한국프랑스어문교육학회)
- 프랑스학연구 (프랑스학회)
- 한국고고학보 (한국고고학회)
- 한국고대사연구 (한국고대사학회)
- 한국고전여성문학연구 (한국고전여성문학회)
- 한국근대문학연구 (한국근대문학회)
- 한국근현대사연구 (한국근현대사학회)
- 한국기독교신학논총 (한국기독교학회)
- 한국기독교와 역사 (한국기독교역사학회)
- 한국독립운동사연구 (한국독립운동사연구소)
- 한국무속학 (한국무속학회)
- 한국문예비평연구 (한국현대문예비평학회)
- 한국문학논총 (한국문학회)
- 한국문학이론과 비평 (한국문학이론과비평학회)
- 한국문화 (서울대학교 규장각한국학연구원)
- 한국문화인류학 (한국문화인류학회)
- 한국민속학 (한국민속학회)
- 한국민족문화 (부산대학교 한국민족문화연구소)
- 한국민족운동사연구(Journal of Studies on Korean National Movement) (한국민족운동사학회)
- 한국불교학 (한국불교학회)
- 한국사상과문화 (한국사상문화학회)
- 한국사상사학 (한국사상사학회)
- 한국사연구 (한국사연구회)
- 한국사학보 (고려사학회)
- 한국사학사학보(韓國史學史學報) (한국사학사학회)
- 한국상고사학보 (한국상고사학회)
- 한국시가연구 (한국시가학회)
- 한국시학연구 (한국시학회)
- 한국실학연구 (한국실학학회)
- 한국어교육 (국제한국어교육학회)
- 한국어의미학 (한국어의미학회)
- 한국어학 (한국어학회)
- 한국언어문학 (한국언어문학회)
- 한국언어문화 (한국언어문화학회)
- 한국예이츠저널 (한국예이츠학회)
- 한국이슬람학회논총 (한국이슬람학회)
- 한국중세사연구 (한국중세사학회)
- 한국프랑스학논집 (한국프랑스학회)
- 한국학연구 (고려대학교(조치원캠퍼스) 한국학연구소)
- 한국한문학연구 (한국한문학회)
- 한국한시연구 (한국한시학회)
- 한국현대문학연구 (한국현대문학회)
- 한글 (한글학회)
- 한말연구 (한말연구학회)
- 한문교육연구 (한국한문교육학회)
- 한문학보(漢文學報) (우리한문학회)
- 한민족문화연구 (한민족문화학회 )
- 한민족어문학 (한민족어문학회)
- 한일관계사연구 (한일관계사학회)
- 한중인문학연구 (한중인문학회)
- 해석학연구 (한국해석학회)
- 헤겔연구 (한국헤겔학회)
- 헤세연구 (한국헤세학회)
- 현대문법연구 (현대문법학회)
- 현대문학의 연구 (한국문학연구학회)
- 현대소설연구 (한국현대소설학회)
- 현대영미드라마 (한국현대영미드라마학회)
- 현대영미소설 (한국현대영미소설학회)
- 현대영미시연구 (한국현대영미시학회)
- 현대영미어문학 (현대영미어문학회)
- 현대영어영문학 (한국현대영어영문학회)
- 형태론 (어학전문 학술지 형태론 편집위원회)
- 호남고고학보 (호남고고학회)
- Comparative Korean Studies (국제비교한국학회)
- D.H.로렌스연구 (한국로렌스학회)
- Foreign Languages Education (한국외국어교육학회)
- Journal of Christian Education & Information Technology (한국기독교교육정보학회)
- Journal of Language & Translation (세종대학교 언어번역연구소)
- Korea Journal (유네스코한국위원회)
- Multimedia-Assisted Language Learning (한국멀티미디어언어교육학회)
- Shakespeare Review (한국셰익스피어학회)
- T.S.엘리엇연구 (한국T.S.엘리엇학회)
- The Review of Korean Studies (한국학중앙연구원)

## 사회
- 21세기정치학회보 (21세기정치학회)
- 가족과 문화 (한국가족학회)
- 가족법연구 (한국가족법학회)
- 경상논총 (한독경상학회)
- 경영과학 (한국경영과학회)
- 경영교육논총 (한국경영교육학회)
- 경영법률 (한국경영법률학회)
- 경영연구 (한국산업경영학회)
- 경영학연구 (한국경영학회)
- 경제발전연구 (한국경제발전학회)
- 경제분석 (한국은행 금융경제연구원)
- 경제사학 (경제사학회)
- 경제연구 (한국경제통상학회)
- 경제와사회 (비판사회학회)
- 경제학연구 (한국경제학회)
- 계량경제학보 (한국계량경제학회)
- 고객만족경영연구 (한국고객만족경영학회)
- 공법연구 (한국공법학회)
- 공법학연구 (한국비교공법학회)
- 관광·레저연구 (한국관광·레저학회)
- 관광연구 (대한관광경영학회)
- 관광학연구 (한국관광학회)
- 관리회계연구 (한국관리회계학회 )
- 관세학회지 (한국관세학회)
- 광고연구 (한국방송광고공사)
- 광고학연구 (한국광고학회)
- 교육공학연구 (한국교육공학회)
- 교육과정연구 (한국교육과정학회)
- 교육과정평가연구 (한국교육과정평가원)
- 교육과학연구 (이화여자대학교 교육과학연구소)
- 교육문제연구 (고려대학교 교육문제연구소)
- 교육방법연구 (한국교육방법학회)
- 교육법학연구 (대한교육법학회)
- 교육사상연구 (한국교육사상연구회 )
- 교육사회학연구 (한국교육사회학회)
- 교육심리연구 (한국교육심리학회)
- 교육인류학연구 (한국교육인류학회)
- 교육재정경제연구 (한국교육재정경제학회)
- 교육정보미디어연구 (한국교육정보미디어학회)
- 교육철학 (교육철학회)
- 교육철학 (한국교육철학회)
- 교육평가연구 (한국교육평가학회)
- 교육학연구 (한국교육학회)
- 교육행정학연구 (한국교육행정학회)
- 교정연구 (한국교정학회)
- 국가전략 (세종연구소)
- 국방연구 (국방대학교 국가안전보장문제연구소)
- 국방정책연구 (한국국방연구원 )
- 국어교육학연구 (국어교육학회)
- 국제.지역연구 (서울대학교 국제대학원 국제학연구소)
- 국제거래법연구 (국제거래법학회 )
- 국제경영리뷰 (한국국제경영관리학회 )
- 국제경영연구 (한국국제경영학회)
- 국제경제연구 (한국국제경제학회)
- 국제법학회논총 (대한국제법학회)
- 국제상학 (한국국제상학회)
- 국제정치논총 (한국국제정치학회)
- 국제지역연구 (국제지역학회)
- 국제지역연구 (한국외국어대학교 국제지역연구센터)
- 국제통상연구 (한국국제통상학회)
- 국토연구 (국토연구원)
- 국토지리학회지 (국토지리학회)
- 규제연구 (한국규제학회, 한국경제연구원)
- 금융연구 (한국금융학회, 한국금융연구원)
- 기업법연구 (한국기업법학회)
- 남아시아연구 (한국외국어대학교 남아시아연구소)
- 노동경제논집 (한국노동경제학회)
- 노동법연구 (서울대학교 노동법연구회)
- 노동정책연구 (한국노동연구원 )
- 노인복지연구 (한국노인복지학회)
- 농업경영.정책연구 (한국농업정책학회/한국축산경영학회)
- 농업경제연구 (한국농업경제학회)
- 농촌경제 (한국농촌경제연구원)
- 농촌사회 (한국농촌사회학회)
- 담론201 (한국사회역사학회)
- 대외경제연구 (대외경제정책연구원)
- 대한경영학회지 (대한경영학회)
- 대한정치학회보 (대한정치학회)
- 대한지리학회지 (대한지리학회)
- 도덕교육연구 (한국도덕교육학회)
- 도덕윤리과교육 (한국도덕윤리과교육학회)
- 도시설계 (한국도시설계학회)
- 도시행정학보 (한국도시행정학회)
- 독서연구 (한국독서학회)
- 동남아시아연구 (한국동남아학회)
- 동북아경제연구 (한국동북아경제학회)
- 동아연구 (서강대학교 동아연구소)
- 동양사회사상 (동양사회사상학회)
- 동향과 전망 (한국사회과학연구회)
- 라틴아메리카연구(Asian Journal of Latin American Studies) (한국라틴아메리카학회)
- 로지스틱스연구 (한국로지스틱스학회)
- 리스크관리연구 (한국리스크관리학회)
- 마케팅과학연구 (한국마케팅과학회)
- 마케팅관리연구 (한국마케팅관리학회)
- 마케팅연구 (한국마케팅학회)
- 무역상무연구 (한국무역상무학회)
- 무역학회지 (한국무역학회)
- 문화역사지리 (한국문화역사지리학회)
- 물류학회지 (한국물류학회)
- 미래유아교육학회지 (미래유아교육학회)
- 미술교육연구논총 (한국초등미술교육학회)
- 민사법학 (한국민사법학회)
- 민사소송 (한국민사소송법학회)
- 민주법학 (민주주의법학연구회)
- 방송문화연구 (한국방송공사(KBS 한국방송))
- 방송통신연구 (한국방송학회)
- 법과 정책연구 (한국법정책학회)
- 법과사회 (법과사회이론학회)
- 법제연구 (한국법제연구원)
- 법조 (법조협회)
- 법철학연구 (한국법철학회)
- 법학연구 (한국법학회)
- 벤처경영연구 (한국중소기업학회)
- 보건경제와 정책연구 (한국보건경제정책학회 )
- 보건과 사회과학 (한국보건사회학회)
- 보험금융연구 (보험연구원)
- 보험학회지 (한국보험학회)
- 부동산학보 (한국부동산학회)
- 부동산학연구 (한국부동산분석학회)
- 비교경제연구 (한국비교경제학회)
- 비교교육연구 (한국비교교육학회)
- 비교문화연구 (서울대학교 비교문화연구소)
- 비교사법 (한국비교사법학회)
- 비교형사법연구 (한국비교형사법학회)
- 비서학논총 (한국비서학회)
- 사이버 커뮤니케이션 학보 (사이버커뮤니케이션학회 )
- 사회경제평론 (한국사회경제학회)
- 사회과교육 (한국사회과교육연구학회)
- 사회과학연구 (서강대학교 사회과학연구소)
- 사회보장연구 (한국사회보장학회)
- 사회복지연구 (한국사회복지연구회)
- 사회복지정책 (한국사회복지정책학회)
- 사회와 역사 (한국사회사학회)
- 사회이론 (한국사회이론학회)
- 산업경제연구 (한국산업경제학회)
- 산업관계연구 (한국노사관계학회)
- 산업노동연구 (한국산업노동학회)
- 산업재산권 (한국산업재산권법학회)
- 산업조직연구 (한국산업조직학회)
- 상담학연구 (한국상담학회)
- 상사법연구 (한국상사법학회)
- 상사판례연구 (한국상사판례학회)
- 상업교육연구 (한국상업교육학회)
- 상품학연구 (한국상품학회)
- 생산성논집 (한국생산성학회)
- 서비스경영학회지 (한국서비스경영학회)
- 서울도시연구 (서울시정개발연구원)
- 선물연구 (한국파생상품학회)
- 성균관법학 (성균관대학교 법학연구소)
- 세계지역연구논총 (한국세계지역학회)
- 세계헌법연구 (국제헌법학회 한국학회)
- 세무와회계저널 (한국세무학회)
- 세무학연구 (한국세무학회)
- 소비자학연구 (한국소비자학회)
- 수학교육학연구 (대한수학교육학회)
- 슬라브연구 (한국외국어대학교 러시아연구소)
- 시민교육연구 (한국사회과교육학회)
- 식품유통연구 (한국식품유통학회)
- 신아세아 (신아시아연구소)
- 실과교육연구 (한국실과교육연구학회)
- 아동과 권리(Journal of Korean Council for Children & Rights) (한국아동권리학회)
- 아세아연구 (고려대학교 아세아문제연구소)
- 아시아교육연구 (서울대학교 교육연구소)
- 아시아리뷰 (서울대학교 아시아연구소)
- 아시아연구 (한국아시아학회 )
- 언론과 사회 (성곡언론문화재단)
- 언론과학연구 (한국지역언론학회)
- 언어청각장애연구 (한국언어청각임상학회)
- 언어치료연구 (한국언어치료학회)
- 여성학논집 (이화여자대학교 한국여성연구원)
- 열린교육연구 (한국열린교육학회)
- 열린유아교육연구 (한국열린유아교육학회)
- 영어교육연구 (팬코리아영어교육학회)
- 외법논집 (한국외국어대학교 법학연구소)
- 외식경영연구 (한국외식경영학회)
- 유럽연구 (한국유럽학회)
- 유아교육연구 (한국유아교육학회)
- 유아교육학논집 (한국영유아교원교육학회)
- 유아특수교육연구 (한국유아특수교육학회 )
- 유통연구 (한국유통학회)
- 유통정보학회지 (한국유통정보학회)
- 응용경제 (한국응용경제학회)
- 의정연구 (한국의회발전연구회)
- 인간발달연구 (한국인간발달학회)
- 인사·조직연구 (한국인사·조직학회)
- 인사관리연구 (한국인사관리학회)
- 인적자원관리연구 (한국인적자원관리학회 )
- 인지과학 (한국인지과학회)
- 인터넷전자상거래연구 (한국인터넷전자상거래학회 )
- 일본연구논총 (현대일본학회)
- 자원.환경경제연구 (한국자원경제학회/한국환경경제학회)
- 재무관리연구 (한국재무관리학회)
- 재무연구 (한국재무학회)
- 재정학연구 (한국재정학회)
- 재활복지 (한국장애인재활협회 )
- 전략경영연구 (한국전략경영학회)
- 정보관리학회지 (한국정보관리학회)
- 정보시스템연구 (한국정보시스템학회)
- 정보통신정책연구 (정보통신정책학회)
- 정보화정책 (한국정보사회진흥원)
- 정부학연구 (고려대학교 정부학연구소)
- 정서·행동장애연구 (한국정서·행동장애아교육학회)
- 정신보건과사회사업 (한국정신보건사회복지학회)
- 정책분석평가학회보 (한국정책분석평가학회)
- 정치·정보연구 (한국정치정보학회 )
- 정치사상연구 (한국정치사상학회)
- 조사연구 (한국조사연구학회)
- 조세법연구 (한국세법학회)
- 조세학술논집 (한국국제조세협회 )
- 종교교육학연구 (한국종교교육학회)
- 주택연구 (한국주택학회)
- 중등교육연구 (경북대학교 중등교육연구소)
- 중복·지체부자유연구 (한국지체부자유아교육학회)
- 중소기업연구 (한국중소기업학회)
- 중소연구 (한양대학교 아태지역연구센터/한양대학교 중국문제연구소)
- 중앙법학 (중앙법학회)
- 중재연구 (한국중재학회)
- 증권법연구 (한국증권법학회)
- 지방자치법연구 (한국지방자치법학회 )
- 지방정부연구 (한국지방정부학회)
- 지방행정연구 (한국지방행정연구원)
- 지식경영연구 (한국지식경영학회)
- 지역연구 (한국지역학회)
- 지적장애연구 (한국지적장애교육학회)
- 직업교육연구 (한국직업교육학회)
- 직업능력개발연구 (한국직업능력개발원)
- 청소년학연구 (한국청소년학회)
- 초등과학교육 (한국초등과학교육학회)
- 초등교육연구 (한국초등교육학회)
- 초등영어교육 (한국초등영어교육학회)
- 칼빈연구 (한국칼빈학회)
- 컴퓨터교육학회논문지 (한국컴퓨터교육학회)
- 토지공법연구 (한국토지공법학회)
- 토지법학 (한국토지법학회)
- 통상법률 (법무부 국제법무과)
- 통상정보연구 (한국통상정보학회)
- 통일문제연구 (평화문제연구소)
- 통일정책연구 (통일연구원)
- 특수교육재활과학연구 (대구대학교 특수교육재활과학연구소)
- 특수교육저널:이론과실천 (한국특수교육문제연구소)
- 특수교육학연구 (한국특수교육학회)
- 특수아동교육연구 (한국특수아동학회)
- 평생교육학연구 (한국평생교육학회 )
- 피해자학연구 (한국피해자학회)
- 학교수학 (대한수학교육학회)
- 학습자중심교과교육연구 (학습자중심교과교육학회)
- 한국가정과교육학회지 (한국가정과교육학회)
- 한국가족복지학 (한국가족사회복지학회)
- 한국개발연구 (한국개발연구원)
- 한국거버넌스학회보 (한국거버넌스학회 )
- 한국경영과학회지 (한국경영과학회)
- 한국경제연구 (한국경제연구학회)
- 한국경제의 분석 (한국경제의 분석패널)
- 한국경제지리학회지 (한국경제지리학회)
- 한국공안행정학회보 (한국공안행정학회)
- 한국과 국제정치 (경남대학교 극동문제연구소)
- 한국광고홍보학보 (한국광고홍보학회)
- 한국교원교육연구 (한국교원교육학회)
- 한국교육(The Journal of Korean Education) (한국교육개발원)
- 한국교육사학 (한국교육사학회)
- 한국교육학연구 (안암교육학회)
- 한국군사학논집 (육군사관학교)
- 한국기술교육학회지 (한국기술교육학회)
- 한국노년학 (한국노년학회)
- 한국도서관·정보학회지 (한국도서관·정보학회)
- 한국도시지리학회지 (한국도시지리학회)
- 한국동북아논총 (한국동북아학회)
- 한국마케팅저널 (한국마케팅학회)
- 한국문헌정보학회지 (한국문헌정보학회)
- 한국방송학보 (한국방송학회)
- 한국부패학회보 (한국부패학회)
- 한국비블리아학회지 (한국비블리아학회)
- 한국사회복지학 (한국사회복지학회)
- 한국사회복지행정학 (한국사회복지행정학회)
- 한국사회와 행정연구 (서울행정학회)
- 한국사회학 (한국사회학회)
- 한국생물교육학회지 (한국생물교육학회)
- 한국생산관리학회지 (한국생산관리학회)
- 한국실과교육학회지 (한국실과교육학회)
- 한국심리학회지:사회문제 (한국사회문제심리학회)
- 한국심리학회지:건강 (한국건강심리학회)
- 한국심리학회지:발달 (한국심리학회 산하 한국발달심리학회)
- 한국심리학회지:산업및조직 (한국심리학회 산업및조직심리학회)
- 한국심리학회지:상담및심리치료 (한국상담심리학회)
- 한국심리학회지:인지및생물 (한국인지및생물심리학회)
- 한국심리학회지:임상 (한국심리학회 산하 임상심리학회)
- 한국아동복지학 (한국아동복지학회)
- 한국언론정보학보(Korean Journal of Communication & Information) (한국언론정보학회)
- 한국언론학보 (한국언론학회)
- 한국여성학 (한국여성학회)
- 한국영유아보육학 (한국영유아보육학회)
- 한국인구학 (한국인구학회)
- 한국정책과학학회보 (한국정책과학학회)
- 한국정책학회보 (한국정책학회)
- 한국정치외교사논총 (한국정치외교사학회)
- 한국정치학회보 (한국정치학회)
- 한국조리학회지 (한국조리학회 )
- 한국중동학회논총 (한국중동학회)
- 한국증권학회지 (한국증권학회)
- 한국지리환경교육학회지 (한국지리환경교육학회)
- 한국지방자치학회보 (한국지방자치학회)
- 한국지방재정논집 (한국지방재정학회)
- 한국지역개발학회지 (한국지역개발학회)
- 한국지역지리학회지 (한국지역지리학회)
- 한국지적학회지 (한국지적학회)
- 한국지형학회지 (한국지형학회)
- 한국청소년연구 (한국청소년정책연구원)
- 한국초등국어교육 (한국초등국어교육학회)
- 한국출판학연구 (한국출판학회)
- 한국학교수학회논문집 (한국학교수학회)
- 한국해법학회지 (한국해법학회)
- 한국행정논집 (한국정부학회)
- 한국행정연구 (한국행정연구원)
- 한국행정학보 (한국행정학회)
- 한국협동조합연구 (한국협동조합학회)
- 한독사회과학논총 (한독사회과학회)
- 한일경상논집 (한일경상학회)
- 해운물류연구 (한국해운물류학회)
- 행정논총 (서울대학교 한국행정연구소)
- 행정법연구 (행정법이론실무학회)
- 헌법학연구 (한국헌법학회)
- 형사법연구 (한국형사법학회)
- 형사정책 (한국형사정책학회)
- 형사정책연구 (한국형사정책연구원)
- 호텔경영학연구 (한국호텔외식경영학회)
- 홍보학연구 (한국홍보학회)
- 환경교육 (한국환경교육학회)
- 환경법연구 (한국환경법학회)
- 환경정책 (한국환경정책학회)
- 환경정책연구 (한국환경정책평가연구원 )
- 회계와 감사 연구 (한국공인회계사회)
- 회계저널 (한국회계학회)
- 회계정보연구 (한국회계정보학회)
- 회계학연구 (한국회계학회)
- Andragogy Today:Interdisciplinary Journal of Adult & Continuing Education(IJCE) (한국성인교육학회)
- Asia Pacific Education Review (서울대학교 교육연구소)
- Asia Pacific Journal of Information Systems (한국경영정보학회)
- Asian Journal of Women's Studies (이화여자대학교 한국여성연구원)
- Asian Perspective (경남대학교 극동문제연구소)
- Asian Women (숙명여자대학교 아시아여성연구소)
- Asia-Pacific Journal of financial studies (한국증권학회)
- Development and Society (서울대학교 사회발전연구소)
- e-비즈니스연구 (국제e-비즈니스학회)
- Entrue Journal of Information Technology (엘지씨엔에스 )
- EU학연구 (한국EU학회)
- Global Economic Review (연세대학교 동서문제연구원)
- Information Systems Review (한국경영정보학회)
- International Area Review (한국외국어대학교 국제지역연구센터)
- International Journal of Early Childhood Education (한국유아교육학회)
- International Journal of Management Science (한국경영과학회)
- International Review of Public Administration (한국행정학회)
- Journal of East Asian Studies (동아시아연구원)
- Journal of Economic Development (중앙대학교 경제연구소)
- Journal of Economic Integration (세종대학교 세종연구원 국제경제연구소)
- Journal of Economic Research (JER) (아태경제학회/한양대경제연구소)
- Journal of Information Technology Application and Management (한국데이타베이스학회/한국정보기술응용학회)
- Journal of International and Area Studies (서울대학교 국제대학원 국제학연구소)
- Journal of Korea Trade (한국무역학회)
- KEDI Journal of Educational policy (한국교육개발원)
- Korea Observer (한국학술연구원)
- Pacific Focus (인하대학교 국제관계연구소)
- Seoul Journal of Economics (서울대학교 경제연구소.한국금융경제학회.한국노동경제학회.한국경제발전학회)
- The Journal of the Korean Economy (한국경제연구학회)
- The Korean Economic Review (한국경제학회)
- The Korean Journal of Defense Analysis (한국국방연구원)
- The Korean Journal of Policy Studies (서울대학교 행정대학원)
- The Korean Journal of Thinking & Problem Solving (대한사고개발학회)
- The SNU Journal of Education Research (서울대학교 교육종합연구원)

## 자연
- 대한가정학회지 (대한가정학회)
- 대한영양사협회 학술지 (대한영양사협회)
- 대한원격탐사학회지 (대한원격탐사학회)
- 대한지역사회영양학회지 (대한지역사회영양학회)
- 대한화학회지 (대한화학회)
- 동아시아식생활학회지 (동아시아식생활학회)
- 미생물학회지 (한국미생물학회)
- 복식 (한국복식학회)
- 복식문화연구 (복식문화학회)
- 분석과학 (한국분석과학회)
- 새물리 (한국물리학회)
- 생명과학회지 (한국생명과학회)
- 소비문화연구 (한국소비문화학회)
- 식물분류학회지 (한국식물분류학회)
- 아동학회지 (한국아동학회)
- 암석학회지 (한국암석학회)
- 응용통계연구 (한국통계학회)
- 자원환경지질 (대한자원환경지질학회)
- 지질학회지 (대한지질학회)
- 충청수학회지 (충청수학회 )
- 패션비즈니스 (한국패션비즈니스학회)
- 한국가정관리학회지 (한국가정관리학회)
- 한국가족관계학회지 (한국가족관계학회)
- 한국과학교육학회지 (한국과학교육학회)
- 한국광물학회지 (한국광물학회)
- 한국광학회지 (한국광학회)
- 한국대기환경학회지 (한국대기환경학회)
- 한국데이터정보과학회지 (한국데이터정보과학회)
- 한국동물분류학회지 (한국동물분류학회)
- 한국미생물·생명공학회지 (한국미생물·생명공학회)
- 한국생활과학회지 (한국생활과학회)
- 한국수학교육학회지 시리즈 A : 수학교육 (한국수학교육학회)
- 한국수학교육학회지 시리즈 B : 순수 및 응용수학 (한국수학교육학회)
- 한국수학사학회지 (한국수학사학회)
- 한국식생활문화학회지 (한국식생활문화학회)
- 한국식품조리과학회지 (한국식품조리과학회)
- 한국영양학회지 (한국영양학회)
- 한국우주과학회지 (한국우주과학회)
- 한국의류산업학회지 (한국의류산업학회)
- 한국의류학회지 (한국의류학회)
- 한국자기학회지 (한국자기학회)
- 한국전기화학회지 (한국전기화학회)
- 한국주거학회 논문집 (한국주거학회)
- 한국지구과학회지 (한국지구과학회)
- 한국지역사회생활과학회지 (한국지역사회생활과학회)
- 한국진공학회지 (한국진공학회)
- 한국통계학회 논문집 (한국통계학회)
- 한국하천호수학회지 (한국하천호수학회)
- 한국환경과학회지 (한국환경과학회)
- ALGAE (한국조류학회)
- Animal Cells and Systems (한국동물학회)
- Asia-Pacific Journal of Atmospheric Sciences(한국기상학회지) (한국기상학회)
- BMB Reports (한국생화학분자생물학회)
- Bulletin of the Korean Chemical Society (대한화학회)
- Bulletin of the Korean Mathematical Society(대한수학회보) (대한수학회)
- Communications of the Korean Mathematical Society(대한수학회논문집) (대한수학회)
- Current Applied Physics (한국물리학회)
- Entomological Research (한국곤충학회)
- Genes and Genomics(前 Korean Journal of Genetics) (한국유전학회)
- Geosciences Journal (한국지질과학협의회)
- Honam Mathematical Journal (호남수학회)
- International Journal of Human Ecology (대한가정학회)
- Journal of Applied Mathematics and Informatics(JAMI) (한국전산응용수학회및전산수학연구회)
- Journal of Bacteriology and Virology (대한미생물학회/대한바이러스학회)
- Journal of Ecology and Field Biology (한국생태학회)
- Journal of Microbiology and Biotechnology (한국미생물·생명공학회)
- Journal of Optical Society of Korea (한국광학회)
- Journal of Plant Biology (한국식물학회)
- Journal of the Korean  Mathematical Society(대한수학회지) (대한수학회)
- Journal of the Korean Astronomical Society (한국천문학회)
- Journal of The Korean Data Analysis Society (한국자료분석학회)
- Journal of the Korean Magnetic Resonance Society (한국자기공명학회 )
- Journal of the Korean Physical Society (한국물리학회)
- Journal of the Korean Society for Industrial and Applied Mathematics (한국산업응용수학회)
- Journal of the Korean Statistical Society (한국통계학회)
- Kyungpook Mathematical Journal (경북대학교 자연과학대학 수학과)
- Molecules and Cells (한국분자세포생물학회)
- Mycobiology (한국균학회)
- Nutrition Research and Practice (한국영양학회/대한지역사회영양학회)
- The Journal of Microbiology (한국미생물학회)
- 전과정평가학회지(Korean Journal of Life Cycle Assessment)

## 공학
- 건축역사연구 (한국건축역사학회)
- 공업화학 (한국공업화학회)
- 구조물진단학회지 (한국구조물진단유지관리공학회)
- 국토계획 (대한국토·도시계획학회)
- 대한건축학회 논문집 (대한건축학회)
- 대한건축학회지회연합논문집 (대한건축학회지회연합회 )
- 대한교통학회지 (대한교통학회)
- 대한금속·재료학회지 (대한금속·재료학회)
- 대한기계학회 논문집A (대한기계학회)
- 대한기계학회 논문집B (대한기계학회)
- 대한산업공학회지 (대한산업공학회)
- 대한안전경영과학회지 (대한안전경영과학회)
- 대한용접접합학회지 (대한용접접합학회)
- 대한인간공학회지 (대한인간공학회)
- 대한조선학회논문집 (대한조선학회)
- 대한토목학회 논문집 (대한토목학회)
- 대한환경공학회지 (대한환경공학회)
- 마이크로전자 및 패키징 학회지 (한국마이크로전자및패키징학회)
- 멀티미디어학회논문지 (한국멀티미디어학회)
- 멤브레인 (한국막학회)
- 방송공학회 논문지 (한국방송공학회)
- 비파괴검사학회지 (한국비파괴검사학회)
- 산업공학(IE Interfaces) (대한산업공학회)
- 상하수도학회지 (대한상하수도학회)
- 설비공학 논문집 (대한설비공학회)
- 센서학회지 (한국센서학회)
- 소성가공 (한국소성가공학회)
- 수질보전 한국물환경학회지 (한국물환경학회)
- 엘라스토머 및 콤포지트 (한국고무학회)
- 열처리공학회지 (한국열처리공학회)
- 유체기계저널 (유체기계공업학회)
- 윤활학회지 (한국윤활학회)
- 인터넷정보학회논문지 (한국인터넷정보학회)
- 자원리싸이클링 (한국자원리싸이클링학회)
- 전기전자재료학회논문지 (한국전기전자재료학회)
- 전기전자학회논문지 (한국전기전자학회)
- 전기학회 논문지 P권 (대한전기학회)
- 전기학회논문지 (대한전기학회)
- 전력전자학회논문지 (전력전자학회)
- 전자공학회논문지 (대한전자공학회)
- 정보과학회논문지 (한국정보과학회)
- 정보보호학회논문지 (한국정보보호학회)
- 정보처리학회논문지A,B,C,D (한국정보처리학회)
- 제어·로봇·시스템학회논문지 (제어·로봇·시스템학회)
- 조명.전기설비학회논문지 (한국조명.전기설비학회)
- 지구물리와 물리탐사 (한국지구물리·물리탐사학회)
- 지능정보연구(Journal of Intelligence and Information Systems) (한국지능정보시스템학회)
- 지질공학 (대한지질공학회)
- 지하수토양환경 (한국지하수토양환경학회)
- 청정기술 (한국청정기술학회 )
- 콘크리트학회 논문집 (한국콘크리트학회)
- 터널과지하공간 (한국암반공학회)
- 터널기술 (한국터널공학회)
- 품질경영학회지 (한국품질경영학회)
- 한국가스학회지 (한국가스학회)
- 한국강구조학회 논문집 (한국강구조학회)
- 한국건설관리학회 논문집 (한국건설관리학회)
- 한국게임학회 논문지 (한국게임학회 )
- 한국결정성장학회지 (한국결정성장학회)
- 한국경영공학회지 (한국경영공학회)
- 한국공간정보시스템학회논문지 (한국공간정보시스템학회)
- 한국공작기계학회 논문집 (한국공작기계학회)
- 한국군사과학기술학회지 (한국군사과학기술학회)
- 한국도로학회논문집 (한국도로학회)
- 한국마린엔지니어링학회지 (한국마린엔지니어링학회)
- 한국복합재료학회지 (한국복합재료학회)
- 한국분말야금학회지 (한국분말야금학회)
- 한국산업경영시스템학회지 (한국산업경영시스템학회)
- 한국산학기술학회논문지 (한국산학기술학회 )
- 한국생물공학회지 (한국생물공학회)
- 한국섬유공학회지 (한국섬유공학회)
- 한국세라믹학회지 (한국세라믹학회)
- 한국소음진동공학회 논문집 (한국소음진동공학회)
- 한국수소및신에너지학회논문집 (한국수소및신에너지학회)
- 한국수자원학회 논문집 (한국수자원학회)
- 한국수처리학회지 (한국수처리학회)
- 한국시뮬레이션학회논문지 (한국시뮬레이션학회)
- 한국안전학회지 (한국안전학회)
- 한국액체미립화학회지 (한국액체미립화학회)
- 한국염색가공학회지 (한국염색가공학회)
- 한국염소학회지(한국염소학회)
- 한국유화학회지 (한국유화학회)
- 한국음향학회지 (한국음향학회)
- 한국의료복지건축학회지 (한국의료복지건축학회)
- 한국자동차공학회 논문집 (한국자동차공학회)
- 한국재료학회지 (한국재료학회)
- 한국전산구조공학회 논문집 (한국전산구조공학회)
- 한국전산유체공학회지 (한국전산유체공학회)
- 한국전자거래학회지 (한국전자거래학회)
- 한국전자파학회논문지 (한국전자파학회)
- 한국정밀공학회지 (한국정밀공학회)
- 한국주조공학회지 (한국주조공학회)
- 한국지구시스템공학회지 (한국지구시스템공학회)
- 한국지능시스템학회논문지 (한국지능시스템학회)
- 한국지리정보학회지 (한국지리정보학회)
- 한국지반공학회 논문집 (한국지반공학회)
- 한국지반환경공학회 논문집 (한국지반환경공학회)
- 한국지진공학회 논문집 (한국지진공학회)
- 한국지형공간 정보학회지 (한국지형공간정보학회 )
- 한국철도학회논문집 (한국철도학회)
- 한국초전도.저온공학회논문지 (한국초전도.저온공학회 )
- 한국추진공학회지 (한국추진공학회)
- 한국측량학회지 (한국측량학회)
- 한국컴퓨터정보학회논문지 (한국컴퓨터정보학회)
- 한국콘텐츠학회논문지 (한국콘텐츠학회)
- 한국태양에너지학회 논문집 (한국태양에너지학회)
- 한국통신학회논문지 (한국통신학회)
- 한국폐기물학회지 (한국폐기물학회)
- 한국표면공학회지 (한국표면공학회)
- 한국항공우주학회지 (한국항공우주학회)
- 한국항행학회논문지 (한국항행학회 )
- 한국해안·해양공학회논문집 (한국해안·해양공학회)
- 한국해양공학회지 (한국해양공학회)
- 한국해양정보통신학회논문지 (한국해양정보통신학회)
- 한국화재소방학회 논문지 (한국화재소방학회)
- 한국CAD/CAM학회논문집 (한국CAD/CAM학회)
- 화학공학 (한국화학공학회)
- 환경영향평가 (한국환경영향평가학회)
- Architectural Research (대한건축학회)
- Biomaterials Research(생체재료학회지) (한국생체재료학회)
- Biotechnology and Bioprocess Engineering (한국생물공학회)
- Corrosion Science and Technology (한국부식방식학회)
- Environmental Engineering Research (대한환경공학회)
- ETRI Journal (한국전자통신연구원)
- International Journal of Automotive Technology (한국자동차공학회)
- International Journal of Control, Automation, and Systems (제어·로봇·시스템학회/대한전기학회)
- International Journal of Fuzzy Logic and Intelligent systems (한국지능시스템학회)
- INTERNATIONAL JOURNAL OF PRECISION ENGINEERING AND MANUFACTURING (한국정밀공학회)
- Journal of Ceramic Processing Research (한양대학교 세라믹공정연구센터)
- Journal of Chitin and Chitosan (한국키틴키토산학회 )
- Journal of Communications and Networks (한국통신학회)
- Journal of Electrical Engineering & Technology (대한전기학회)
- Journal of Industrial and Engineering Chemistry (한국공업화학회)
- Journal of Magnetics (한국자기학회)
- Journal of Mechanical Science and Technology (대한기계학회)
- Journal of Power Electronics (전력전자학회)
- Journal of The Korea Electromagnetic Engineering Society (한국전자파학회)
- KSCE Journal of Civil Engineering (대한토목학회)
- Macromolecular Research (한국고분자학회)
- Metals and Materials International (대한금속·재료학회)
- Nuclear Engineering and Technology (한국원자력학회)
- Polymer-Korea (한국고분자학회)
- Structural Engineering and Mechanics an International Journal (국제구조공학회)
- Telecommunications Review (에스케이텔레콤)
- The Korean Journal of  Chemical Engineering (한국화학공학회)
- Transactions on Electrical and Electronic Materials (한국전기전자재료학회)	*Wind and Structures, An International Journal (한국풍공학회)

## 의약학
- 가정의학회지 (대한가정의학회)
- 간호행정학회지 (간호행정학회 )
- 경락경혈학회지 (경락경혈학회)
- 기본간호학회지 (기본간호학회 )
- 당뇨병 (대한당뇨병학회)
- 대한간호학회지 (한국간호과학회)
- 대한골절학회지 (대한골절학회)
- 대한구강보건학회지 (대한구강보건학회)
- 대한구강악안면방사선학회지 (대한구강악안면방사선학회)
- 대한구강악안면병리학회 (대한구강악안면병리학회)
- 대한구강악안면외과학회지 (대한구강악안면외과학회)
- 대한내과학회지 (대한내과학회)
- 대한류마티스학회지 (대한류마티스학회)
- 대한마취과학회지 (대한마취과학회)
- 대한본초학회지 (대한본초학회)
- 대한산부인과학회잡지 (대한산부인과학회)
- 대한산업의학회지 (대한산업의학회)
- 대한생식의학회지 (대한생식의학회)
- 대한성형외과학회지 (대한성형외과학회)
- 대한소아소화기영양학회지 (대한소아소화기영양학회)
- 대한소아치과학회지 (대한소아치과학회)
- 대한소화관 운동학회지 (대한소화관운동학회)
- 대한소화기내시경학회지 (대한소화기내시경학회)
- 대한소화기학회지 (대한소화기학회)
- 대한스포츠의학회지 (대한스포츠의학회)
- 대한신경과학회지 (대한신경과학회)
- 대한악안면성형재건외과학회지 (대한악안면성형재건외과학회)
- 대한안과학회지 (대한안과학회)
- 대한안면통증구강내과학회지 (대한안면통증구강내과학회)
- 대한암예방학회지 (대한암예방학회 )
- 대한약침학회지 (대한약침학회 )
- 대한영상의학회지 (대한영상의학회)
- 대한외과학회지 (대한외과학회)
- 대한응급의학회지 (대한응급의학회)
- 대한의진균학회지 (대한의진균학회)
- 대한이비인후과학회지-두경부외과학 (대한이비인후과학회)
- 대한임상건강증진학회지 (대한임상건강증진학회)
- 대한작업치료학회지 (대한작업치료학회 )
- 대한재활의학회지 (대한재활의학회)
- 대한정신약물학회지 (대한정신약물학회)
- 대한정형외과학회지 (대한정형외과학회)
- 대한진단검사의학회지 (대한진단검사의학회)
- 대한체질인류학회지 (대한체질인류학회)
- 대한초음파의학회지 (대한초음파의학회)
- 대한치과교정학회지 (대한치과교정학회)
- 대한치과기재학회지 (대한치과기재학회)
- 대한치과보존학회지 (대한치과보존학회)
- 대한치과턱관절기능교합학회지 (대한치과턱관절기능교합학회 )
- 대한치주과학회지 (대한치주과학회)
- 대한침구학회지 (대한침구학회)
- 대한통증학회지 (대한통증학회)
- 대한피부과학회지 (대한피부과학회)
- 대한한방내과학회지 (대한한방내과학회)
- 대한한방부인과학회지 (대한한방부인과학회)
- 대한한방소아과학회지 (대한한방소아과학회 )
- 대한한의학원전학회지 (대한한의학원전학회 )
- 대한한의학회지 (대한한의학회)
- 대한해부학회지 (대한해부학회)
- 대한혈액학회지 (대한혈액학회)
- 동의생리병리학회지 (대한동의생리병리학회)
- 동의신경정신과학회지 (대한한방신경정신과학회)
- 보건교육·건강증진학회지 (한국보건교육·건강증진학회)
- 보건행정학회지 (한국보건행정학회)
- 사상체질의학회지 (사상체질의학회 )
- 생물정신의학 (대한생물정신의학회)
- 생약학회지 (한국생약학회)
- 성인간호학회지 (성인간호학회)
- 소아알레르기 호흡기학회지 (대한소아알레르기 호흡기학회)
- 신경정신의학 (대한신경정신의학회)
- 아동간호학회지 (아동간호학회)
- 약제학회지 (한국약제학회)
- 약학회지 (대한약학회)
- 여성건강간호학회지 (여성건강간호학회 )
- 예방의학회지 (대한예방의학회)
- 응용약물학회지(Biomolecules & Therapeutics) (한국응용약물학회)
- 의학물리 (한국의학물리학회)
- 임상간호연구 (병원간호사회)
- 정신간호학회지 (정신간호학회 )
- 지역사회간호학회지 (지역사회간호학회 )
- 직업재활연구 (한국직업재활학회)
- 천식 및 알레르기 (대한알레르기학회)
- 한국모자보건학회지 (한국모자보건학회)
- 한국산업위생학회지 (한국산업위생학회)
- 한국수정란이식학회지 (한국수정란이식학회)
- 한국의료윤리학회지 (한국의료윤리학회)
- 한국의학교육 (한국의학교육학회)
- 한국임상약학회지 (한국임상약학회)
- 한국전문물리치료학회지 (한국전문물리치료학회)
- 한국현미경학회지 (한국현미경학회)
- 한국환경보건학회지(Journal of Environmental Health Sciences) (한국환경보건학회)
- 한방안이비인후피부과학회지 (대한한방안이비인후피부과학회 )
- 한방재활의학과학회지 (한방재활의학과학회 )
- 핵의학 분자영상 (대한핵의학회)
- 환경독성학회지 (한국환경독성학회)
- Annals of Coloproctology (대한대장항문학회)
- Archives of Pharmacal Research (대한약학회)
- Asian Nursing Research (한국간호과학회)
- Cancer Research and Treatment (대한암학회)
- Childhood Kidney Diseases (대한소아신장학회)
- Clinical and Experimental Otorhinolaryngology (대한이비인후과학회)
- Clinics in Orthopedic Surgery (대한정형외과학회)
- Endocrinology and Metabolism (대한내분비학회)
- Experimental and Molecular Medicine (대한생화학·분자생물학회)
- Healthcare Informatics Research (대한의료정보학회)
- Intestinal Research (대한장연구학회)
- International Journal of Oral Biology (대한구강생물학회 )
- Journal of Biomedical Engineering Research (대한의용생체공학회)
- Journal of breast cancer(한국유방암학회)
- Journal of Chest Surgery (대한흉부심장혈관외과학회)
- Journal of Ginseng Research (고려인삼학회)
- Journal of Korean Medical Science (대한의학회)
- Journal of Korean Neurosurgical Society (대한신경외과학회)
- Journal of Mininmally Invasive Surgery (대한내시경복강경외과학회)
- Journal of Veterinary Sciences (대한수의학회)
- Korean Circulation Journal (대한심장학회)
- Korean Journal of Pediatrics (대한소아과학회)
- Korean Journal of Radiology (대한영상의학회)
- Korean Journal of Transplantation (대한이식학회)
- Korean Journal of Urology (대한비뇨기과학회)
- Laboratory Animal Research (한국실험동물학회)
- Natural Product Science (한국생약학회)
- Osong Public Health and Research Perspectives (질병관리청)
- Radiation Oncology Journal (대한방사선종양학회)
- The Korean Journal of Hepatology(대한간학회지) (대한간학회)
- The Korean Journal of Internal Medicine (대한내과학회 )
- The Korean Journal of Nephrology (대한신장학회)
- The Korean Journal of Parasitology (대한기생충학회)
- The Korean Journal of Pathology (대한병리학회/대한세포병리학회)
- The Korean Journal of Physiology & Pharmacology (대한생리학회/대한약리학회)
- Toxicological Research(한국독성학회지) (한국독성학회)
- Tuberculosis and Respiratory Diseases(결핵 및 호흡기질환) (대한결핵및호흡기학회)
- Yonsei Medical Journal (연세대학교 의과대학)

## 농수해
- 농약과학회지 (한국농약과학회)
- 농업교육과 인적자원개발 (한국농업교육학회)
- 농촌계획 (한국농촌계획학회)
- 대한수의학회지 (대한수의학회)
- 목재공학 (한국목재공학회)
- 바다 (한국해양학회)
- 바이오시스템공학 (한국농업기계학회)
- 산업식품공학 (한국산업식품공학회)
- 생물환경조절학회지 (한국생물환경조절학회)
- 수산경영론집 (한국수산경영학회)
- 수산해양교육연구 (한국수산해양교육학회)
- 식물병연구 (한국식물병리학회)
- 원예과학기술지 (한국원예학회)
- 펄프·종이기술 (한국펄프·종이공학회)
- 한국국제농업개발학회지 (한국국제농업개발학회)
- 한국농공학회논문집 (한국농공학회)
- 한국농림기상학회지 (한국농림기상학회)
- 한국동물자원과학회지 (한국동물자원과학회)
- 한국수산학회지 (한국수산학회)
- 한국식물·인간·환경학회지 (한국식물·인간·환경학회)
- 한국식품과학회지 (한국식품과학회)
- 한국식품영양과학회지 (한국식품영양과학회)
- 한국식품영양학회지 (한국식품영양학회)
- 한국식품저장유통학회 (한국식품저장유통학회)
- 한국약용작물학회지 (한국약용작물학회)
- 한국양식학회지 (한국양식학회)
- 한국어류학회지 (한국어류학회)
- 한국어병학회지 (한국어병학회)
- 한국어업기술학회지 (한국어업기술학회)
- 한국유기농업학회지 (한국유기농업학회)
- 한국육종학회지 (한국육종학회)
- 한국응용곤충학회지 (한국응용곤충학회)
- 한국응용생명화학회지 (한국응용생명화학회)
- 한국임상수의학회지 (한국임상수의학회)
- 한국임학회지 (한국임학회)
- 한국작물학회지(Korean Journal of Crop Science) (한국작물학회)
- 한국잡초학회지 (한국잡초학회)
- 한국전통조경학회지 (한국전통조경학회)
- 한국조경학회지 (한국조경학회)
- 한국초지학회지 (한국초지조사료학회)
- 한국축산식품학회지 (한국축산식품학회)
- 한국토양비료학회지(Korean Journal of Soil Science and Fertilizer) (한국토양비료학회)
- 한국항만경제학회지 (한국항만경제학회)
- 한국항해항만학회지(Journal of Navigation and Port Research) (한국항해항만학회)
- 한국해양환경공학회지 (한국해양환경공학회)
- 한국환경농학회지 (한국환경농학회)
- 한국환경복원녹화기술학회지 (한국환경복원녹화기술학회)
- 한국환경생태학회지 (한국환경생태학회)
- 해사법연구 (한국해사법학회)
- 해양정책연구 (한국해양수산개발원)
- 화훼연구 (한국화훼산업육성협회)
- Food Science and Biotechnology (한국식품과학회)
- Horticulture, Environment, and Biotechnology (한국원예학회)
- International Journal of Industrial Entomology (한국잠사학회)
- Journal of Applied Biological Chemistry (한국응용생명화학회)
- Journal of Asia-Pacific Entomology (한국응용곤충학회)
- Journal of Fisheries Science and Technology (한국수산학회)
- Journal of Food Science and Nutrition (한국식품영양과학회)
- Journal of Medicinal Food (한국식품영양과학회)
- Journal of Plant Biotechnology (한국식물생명공학회)
- Ocean and Polar Research (한국해양연구원)
- Ocean Science Journal (한국해양연구원/한국해양학회)
- Reproductive & Developmental biology (한국동물번식학회)
- The Plant Pathology Journal (한국식물병리학회)

## 예술·체육
- 강좌 미술사 (한국불교미술사학회)
- 기초조형학연구 (한국기초조형학회)
- 디자인학연구 (한국디자인학회)
- 디지털디자인학연구 (한국디지털디자인학회)
- 만화애니메이션연구 (한국만화애니메이션학회)
- 무용학회논문집 (대한무용학회)
- 미술교육논총 (한국미술교육학회)
- 미술사논단 (한국미술연구소 )
- 미술사연구 (미술사연구회)
- 미술사와 시각문화 (미술사와 시각문화학회 )
- 미술사학 (한국미술사교육학회)
- 미술사학보 (미술사학연구회)
- 미술사학연구 (한국미술사학회)
- 미학.예술학 연구 (한국미학예술학회)
- 서양미술사학회 논문집 (서양미술사학회)
- 서양음악학 (한국서양음악학회)
- 영화연구 (한국영화학회)
- 운동과학 (한국운동생리학회)
- 운동영양학회지(The Korean Journal of Exercise Nutrition) (한국운동영양학회)
- 움직임의철학:한국체육철학회지 (한국체육철학회)
- 음악과 문화 (세계음악학회)
- 음악과 민족 (민족음악학회)
- 음악교육연구 (한국음악교육학회)
- 음악논단 (한양대학교 음악연구소)
- 조형교육 (한국조형교육학회)
- 체육과학연구 (체육과학연구원)
- 한국극예술연구 (한국극예술학회)
- 한국근현대미술사학(구 한국근대미술사학) (한국근현대미술사학회)
- 한국디자인문화학회지 (한국디자인문화학회)
- 한국디자인포럼 (한국디자인트렌드학회)
- 한국사회체육학회지 (한국사회체육학회)
- 한국스포츠교육학회지 (한국스포츠교육학회)
- 한국스포츠사회학회지 (한국스포츠사회학회)
- 한국스포츠산업경영학회지 (한국스포츠산업경영학회)
- 한국스포츠심리학회지 (한국스포츠심리학회)
- 한국실내디자인학회 논문집 (한국실내디자인학회)
- 한국여가레크리에이션학회지 (한국여가레크리에이션학회)
- 한국여성체육학회지 (한국여성체육학회)
- 한국연극학 (한국연극학회)
- 한국운동역학회지 (한국운동역학회)
- 한국음악사학보 (한국음악사학회)
- 한국음악연구 (한국국악학회)
- 한국의상디자인학회지 (한국의상디자인학회)
- 한국체육학회지 (한국체육학회)
- 한국특수체육학회지 (한국특수체육학회)
- 한복문화 (한복문화학회)
- 현대미술사연구 (현대미술사학회)
- AURA (한국사진학회)

## 복합학
- 감성과학 (한국감성과학회)
- 기록학연구 (한국기록학회)
- 기술혁신연구 (기술경영경제학회)
- 대중서사연구 (대중서사학회 )
- 동북아문화연구 (동북아시아문화학회)
- 동유럽발칸학 (한국동유럽발칸학회)
- 동유럽연구 (한국외국어대학교(용인캠퍼스) 동유럽발칸연구소)
- 부산국제포럼 (부산외국어대학교)
- 미술치료연구 (한국미술치료학회)
- 아시아여성연구 (숙명여자대학교 아시아여성연구소)
- 이베로아메리카 (부산외국어대학교 이베로아메리카연구소)
- 이탈리아어문학 (한국이탈리아어문학회)
- 인도연구 (한국인도학회)
- 일본연구 (한국외국어대학교 일본연구소)
- 정보관리연구 (한국과학기술정보연구원)
- 지중해지역연구 (부산외국어대학교 지중해연구소)
- 커뮤니케이션학연구 (한국커뮤니케이션학회)
- 한국가족자원경영학회지 (한국가족자원경영학회)
- 한국과학사학회지 (한국과학사학회)
- 한국민요학 (한국민요학회)
- 한국생활환경학회지 (한국생활환경학회)
- 한국심리학회지:사회및성격 (한국사회및성격심리학회)
- 한국심리학회지:소비자·광고 (한국소비자·광고심리학회)
- 한국심리학회지:여성 (한국여성심리학회)
- 한국심리학회지:일반 (한국심리학회:일반)
- 한국아프리카학회지 (한국아프리카학회)
- 한일민족문제연구 (한일민족문제학회)
- 현상과인식 (한국인문사회과학회)